# Jean-Baptiste Boyer-Fonfrède
Jean-Baptiste Boyer-Fonfrède (5. prosince 1760 v Bordeaux – 31. října 1793 v Paříži) byl politik za Francouzské revoluce. Jako poslanec Konventu byl členem girondistů a hlasoval pro smrt Ludvíka XVI.

## Životopis
Jean-Baptiste Boyer-Fonfrède pocházel z jedné z významných kupeckých rodin v Bordeaux.
Na rozdíl od svého prostředí vystupoval silně proti otroctví. Jean-Baptiste se chtěl také stát obchodníkem a odjel na několik měsíců do Holandska. Jeho rodina, blízká zednářské komunitě, vlastnila plantáže v Santo Domingu a lodě, které obchodovaly mezi ostrovy, hanzovními městy a Bordeaux. Boyer-Fonfrède vynikal v Bordeaux od prvních dnů revoluce jako řečník. Stal se členem muzea v Bordeaux a zednářské lóže v roce 1790. Jako člen Národního konventu se v roce 1792 vyznamenal výmluvností a odvahou. Odsoudil zářijové masakry, stavěl se proti vzniku revolučního tribunálu a útočil na Jeana-Paula Marata. Velmi aktivní byl také v rámci Komise obchodu a kolonií, do které byl jmenován.
Nicméně byl 31. května zachráněn samotným Maratem v komisi Dvanácti, když byli zatčeni Hébert a Dumas. Přesto dál energicky bojoval s Horou. Nakonec byl na návrh Amara postaven před revoluční tribunál, odsouzen a spol s dalšími girondisty popraven v Paříži v roce 1793.
Jeho nejstarší syn z manželství s Jeanne Justine Ducos (1767-1820), Henri Fonfrède (1788-1841), se proslavil jako novinář. Za Restaurace Bourbonů v hlavních novinách v Bordeaux obhajoval liberální myšlenky.
Jeho synovec Théodor Ducos se stal ministrem námořnictví a kolonií.